# Massey Ferguson 245
Le Massey Ferguson 245 (MF245) est un tracteur agricole produit de 1976 à 1983 par Massey Ferguson.